# R/polandball
r/polandball — популярный сабреддит, самое известное и крупное сообщество мема Polandball, также известного как Countryballs. Известен своими высококачественными комиксами и заявленной спорной политикой жёсткой модерации — правила Polandball на Reddit строги и, таким образом, определяют особый художественный стиль.
В 2013 году веб-сайт Mic назвал r/polandball «самым утончённым сабреддитом в мире».

## Описание и тематика
r/polandball представляет широкий спектр геополитических событий, тем и стран. Сабреддит может быть интересен в свете предполагаемого роста геополитических драм; мемов, используемых для создания политических мемов и «войны мемов», что неловко позиционирует комиксы про кантриболы, которые долгое время высмеивали политику; заметности мема Polandball по сравнению с вездесущими «обычными» интернет-мемами.
Актуальность сабреддита по большей части заключается в том, что немалое количество комиксов Countryballs сначала размещается там, а затем копируется на другие платформы. Популярность r/polandball скорее связана с количеством и качеством комиксов, а не с серьёзностью геополитических событий.
Несмотря на то, что стиль оформления строго контролируется модераторами и, следовательно, довольно одинаков среди многих участников, содержание и стили юмора широко варьируются. Одни шутки опираются на заезженные национальные стереотипы или даже на туалетный юмор, другие весьма изощрённы, порой основаны на малопонятных событиях и истории, понятных только тем, кто хорошо разбирается в международных отношениях. Каждая заявка на сабреддит Polandball проверяется очень добросовестной командой модераторов, которые требуют только самого высокого качества. Они внедрили своеобразный механизм, чтобы шутки не перестарались и не испортили. Этот механизм носит название Joke Life Preserve, он ограничивает возможность отправителей использовать определённые шутки, ставшие раздражающими мемами.

## История
r/polandball был создан 23 мая 2011 года. С момента своего создания сабреддит превратился в «большое и чётко определённое сообщество Countryballs».
В период Рождества 2015 года r/polandball занял 204-е место среди самых посещаемых сабреддитов Reddit. С тех пор он медленно падал в рейтинге.
23 июня 2016 года большинство граждан Великобритании проголосовало за выход из Европейского союза. Событие такого масштаба, как Брексит, породило череду публикаций сатирических веб-комиксов Countryballs, включая сабреддит r/polandball. Количество комментариев резко возросло после той знаменательной даты.
В 2017 году r/polandball продемонстрировал свой внезапный и загадочный рост популярности. Хотя внезапный рост r/polandball может быть связан со всевозможными культурными и политическими причинами, почти все модераторы связывают его с менее серьёзной причиной: инфраструктурными изменениями на платформе Reddit. В частности, несколько модераторов упомянули о введении r/popular: страницы, представленной 15 февраля 2017 года и предназначенной в качестве целевой страницы алгоритмически показывать разнообразный контент Reddit для пользователей, которые не вошли в систему. Это изменение могло привести к внезапному всплеску популярности r/polandball, поскольку сабреддит был довольно популярен, но ранее не входил в число выбранных по умолчанию сабреддитов. Таким образом, r/popular, вероятно, побудил пользователей ознакомиться с сабреддитом и на более позднем этапе на него подписаться.
Ещё одна вероятная причина, связанная с ростом популярности сабреддита, заключается в том, что в феврале 2017 года модераторы отказались от своей политики «запрета X-постинга», что означает, что снова было разрешено публиковать комиксы, созданные на r/polandball, в других сабреддитах, что увеличило их видимость на всей платформе. Рост популярности r/polandball может быть связан и с ростом международных политических противоречий, который создал бо́льший источник вдохновения для острых комиксов о кантриболах, а также вызвал повышенный интерес к геополитической сатире в целом. На ещё более широком уровне можно утверждать, что возросшая популярность r/polandball отчасти связана с тем, что сабреддит извлекает выгоду из более широкой тенденции «политики мемов».
По состоянию на 4 сентября 2017 года у сабреддита было свыше 350 000 подписчиков. В ноябре 2017 года r/polandball занимал 209-е место среди самых популярных сабреддитов.
По состоянию на январь 2021 года, r/polandball опустился на 715-е место с продолжающейся нисходящей тенденцией. Количество подписчиков всё время росло. Сама разница видна только при сравнении с ростом других форумов. Посты с наибольшим количеством голосов («апвоутов») были по большей части старше нескольких лет.

## Правила
Описание на боковой панели, где часто отображаются правила сабреддита, выглядит следующим образом:

Polandball уникален и должен оставаться таким. Он имеет явное отличие от гневных комиксов и мемов. Прочтите официальное руководство Polandball. Чтобы качество контента оставалось высоким, все комиксы должны ему соответствовать.Оригинальный текст (англ.)Polandball is unique and it should remain so. It's clearly distinguished from rage comics and memes. Read the Official Polandball Tutorial. To keep the quality of the content high, all comics have to comply to it.

Реддиторы, которые хотят представить своё собственное творение, чтобы получить право публиковать свой дальнейший контент, должны получить одобрение их первого комикса у модераторов сабреддита. Только после такого одобрения пользователь получает право отправлять новые комиксы. В этом сообществе прохождение считается настоящим подвигом, так страница правил гласит, что «стандарты для утверждённых комиксов выше», и поэтому «вам нужно произвести впечатление на модератора, обрабатывающего ваш запрос, забавной и оригинальной шуткой».
В сабреддите представлены руководства по созданию комиксов, правила комментирования, его ежегодная история, список эпизодических цепочек комиксов и даже «стена позора» с некачественным и нарушающим правила контентом. Например, согласно правилам, цвета кантрибола должны идеальным образом соответствовать флагу той или иной страны. На странице правил r/polandball запрещены, например, следующие незначительные изменения: «НЕ копируйте и не вставляйте изображения из Интернета или элементы вашего комикса (контуры, глаза, атрибуты и т. д.). Это лениво, и мы легко это заметим. Рисуйте все вручную». Страница правил также гласит, что «нельзя изображать отдельных лиц / политические партии / компании / и т. д.», а также комиксы, которые «просто пересказывают историю или новости» и не имеют «оригинального комедийного или образного уклона», являются «просто скучными и, следовательно, плохими комиксами».
Самая повторяющаяся и «мемная» шутка о Polandball официально запрещена в сабреддите: на странице правил указано, что модераторы не будут рассматривать комикс, если шутка является версией популярной шутки «Польша не может в космос» (англ. Poland cannot into space).
В качестве примера результата этих правил можно привести два комикса, получивших огромное количество «апвоутов» — «Россия, чёрт возьми!» (англ. Damn it, Russia!). и «Новое руководство» (англ. New Leadership). Эти комиксы вдохновлены политическими событиями, но представляют их только на абстрактном уровне. «Россия, чёрт возьми!» изображает США, обливающих себя газом, поджигающих его и обвиняющих в содеянном Россию. «Новое лидерство» также показывает США, на этот раз упаковавшие символы американской свободы и оставившие нервничающую Германию в качестве нового «лидера свободного мира».
В сабреддите есть Joke Life Preserve — список часто используемых тем, которые либо разрешены к отправке только в том случае, если комикс исключительно оригинальный (например, Brexit и президентство Трампа), либо навсегда запрещены из-за их чрезмерного использования (например, шутки о нейтралитете Швейцарии). Также модераторами был организован Lesser Known September — ежегодное мероприятие, во время которого запрещается публиковать комиксы, содержащие самые популярные кантриболы. Оно осуществляется для того, чтобы предотвратить повторение популярных тем или стран, а вместе с этим иметь побочный эффект в виде уменьшения видимости доминирующих политических событий. Например в сентябре 2016 года на сабреддите упоминались такие «малоизвестные» страны, как Япония и Китай.

## Критика
Некоторые авторы контента в сабреддите считают чрезмерно строгими правила r/polandball, среди которых стоит отметить запрет использования инструмент «круг», который используется в Microsoft Paint. Polandball Wiki описывает сабреддит как «известный своей умеренностью, которую многие люди за пределами веб-сайта считают строгой и авторитарной». Иногда r/polandball приписывают фашистский уклон.
Несколько модераторов подтверждают, что «политизация комментариев» (на 2017 год) усиливается. Попытка урегулировать эти политические аргументы вызвала критику модераторов со стороны реддиторов. «За нетолерантность к крайностям», заявляет один из модераторов, «мы, модеры, находимся в несколько уникальном положении, поскольку нас часто называют и „SJW“, и „альтернативными правыми расистами“». Таким образом, модераторы подразумевают, что, поскольку комиксы посвящены политике, они неизбежно привлекают политические дискуссии и политиканство.